# Porc senglar del Vietnam
El porc senglar del Vietnam (Sus bucculentus) és una espècie d'artiodàctil de la família dels súids. No s'ha de confondre amb el porc domèstic del Vietnam (una raça de sus scrofus, en anglès pot-bellied pig) conegut com a mascota.
Viu a Laos i el Vietnam. És pràcticament desconegut i es temia que s'hagués extingit, fins que es descobrí un crani d'un individu mort de feia poc a la serralada Annamita (Laos) el 1995.